# Armoise annuelle
Espèce
Synonymes
- Artemisia annua f. macrocephala Pamp.[1]
- Artemisia chamomilla C.Winkl.[1]
- Artemisia exilis Fisch. ex DC.[1]
- Artemisia hyrcana Spreng.[1]
- Artemisia plumosa Fisch. ex Besser[1]
- Artemisia stewartii C.B.Clarke[1]
- Artemisia suaveolens Fisch.[1]
- Artemisia wadei Edgew.[1]

Artemisia annua, l'Armoise annuelle ou Absinthe chinoise, est une espèce de plantes dicotylédones de la famille des Asteraceae, sous-famille des Asteroideae. Ce sont des plantes herbacées annuelles, glabres. Originaire d'Eurasie et d'Afrique du Nord, l'espèce a été introduite en Europe et en Amérique.
L'Armoise annuelle contient plusieurs substances actives, notamment l'artémisinine, à des teneurs qui varient fortement selon la provenance de la plante. Utilisée en médecine traditionnelle chinoise pour lutter contre les fièvres, elle est présente dans sa pharmacopée depuis plus de 2 000 ans, généralement associée avec d'autres plantes. Depuis les années 1970 on l'étudie notamment dans le traitement du paludisme.
L'Armoise annuelle est proposée sous forme de tisanes, de comprimés ou de teinture comme complément alimentaire, pour le traitement de nombreuses maladies. En août 2020, l'OMS « appelle à une extrême prudence vis-à-vis de ces informations vantant l'efficacité de tels produits » dans le traitement du paludisme dans le contexte de la pandémie de COVID-19.
Un article de recherche d'octobre 2023 intitulé Propriétés antivirales, virucides et antioxydantes d'Artemisia annua contre le CoV-2 du SRAS montre qu'un composant de l'armoise annuelle inhibe la réplication virale du SRAS-CoV-2[réf. nécessaire].
On extrait également de cette plante une huile essentielle aux propriétés antiseptiques, utilisée en parfumerie et cosmétique. L'armoise annuelle est plantée aussi à Java pour ses qualités ornementales.

## Systématique

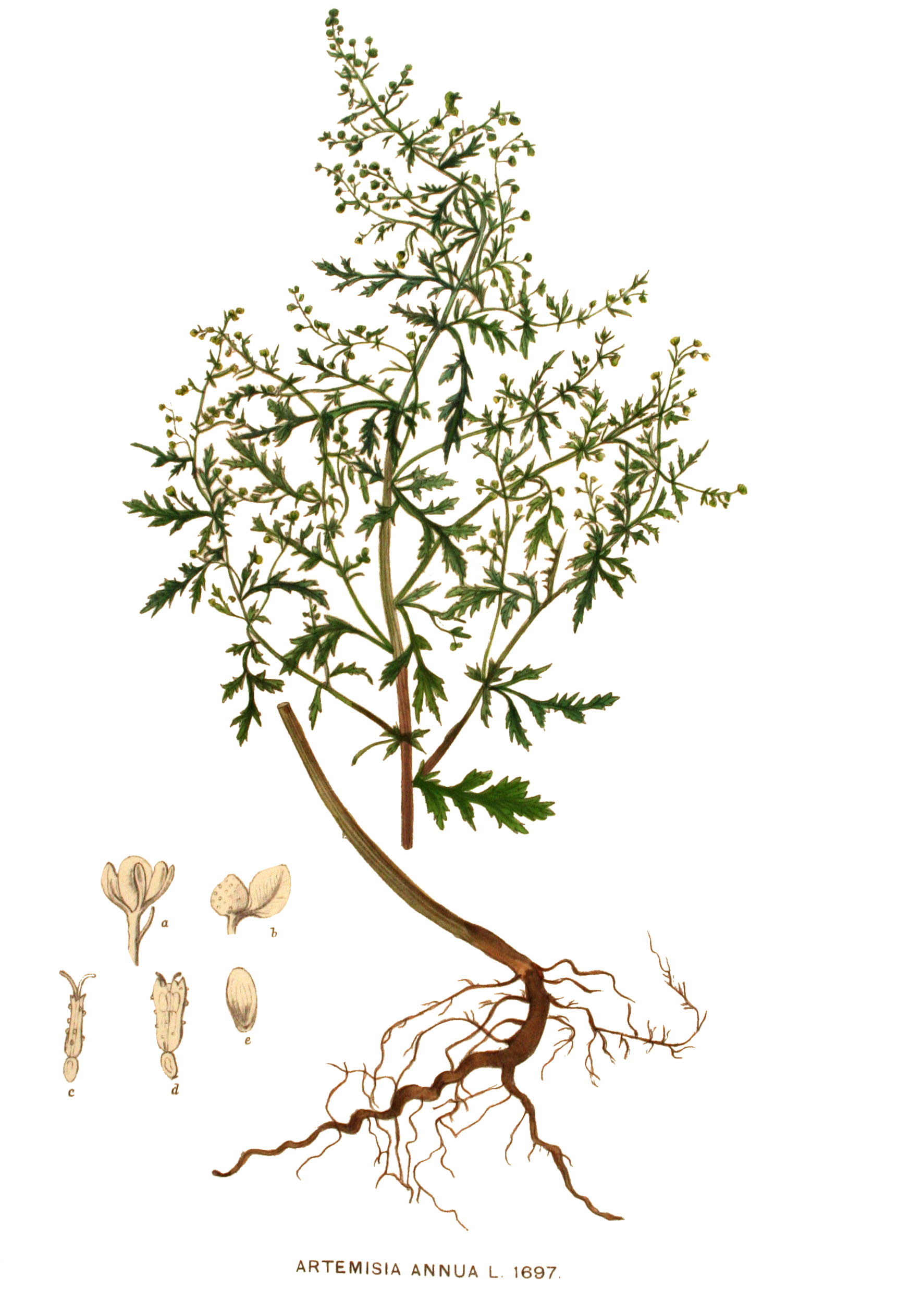
Artemisia annua (Illustration botanique de Laurens Vuyck, 1906)

L'Armoise annuelle est une Astéracée car ses fleurs sont organisées en un capitule imitant une fleur unique.
Elle appartient à la sous-famille des Anthemideae à cause de ses capitules aux fleurons tubulés dépassant 5 mm de diamètre, de ses corolles en forme de tube et de ses fruits constituant des akènes sans pappus.
Elle est du genre Artemisia car il s'agit d'une plante herbacée caractérisée par ses petits capitules inférieurs à 7 mm de diamètre réunis en une longue panicule terminant la tige et par ses feuilles 1 à 3 pennatiséquées.
Les propriétés de l'espèce sont la forte odeur aromatique dégagée par les feuilles au froissement, le segment terminal des feuilles linéaire lancéolé inférieur à 4 mm de large, les feuilles basales composées de plus de 5 segments primaires et les caulinaires médianes sessiles.

## Description

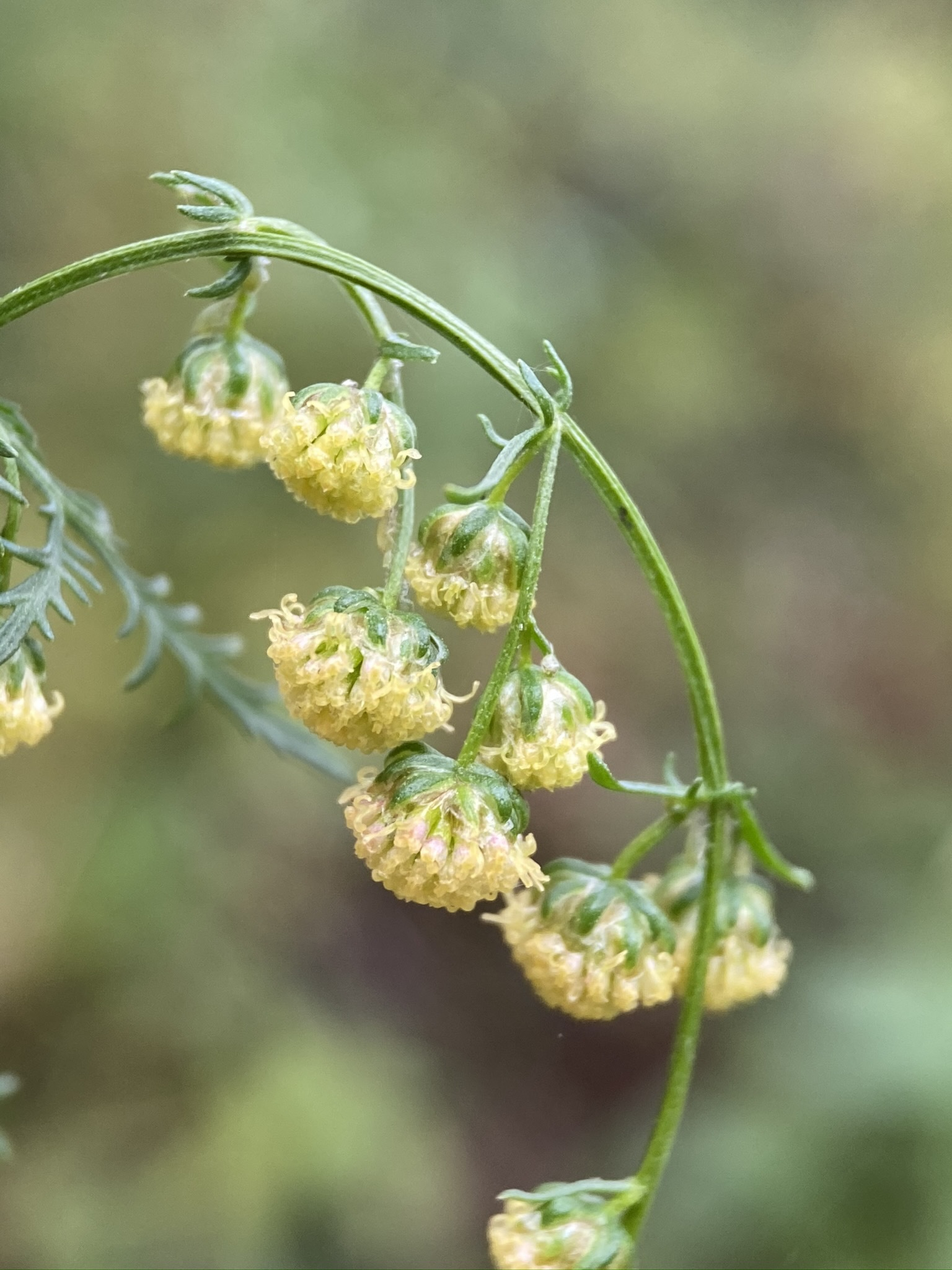
Artemisia annua : capitules

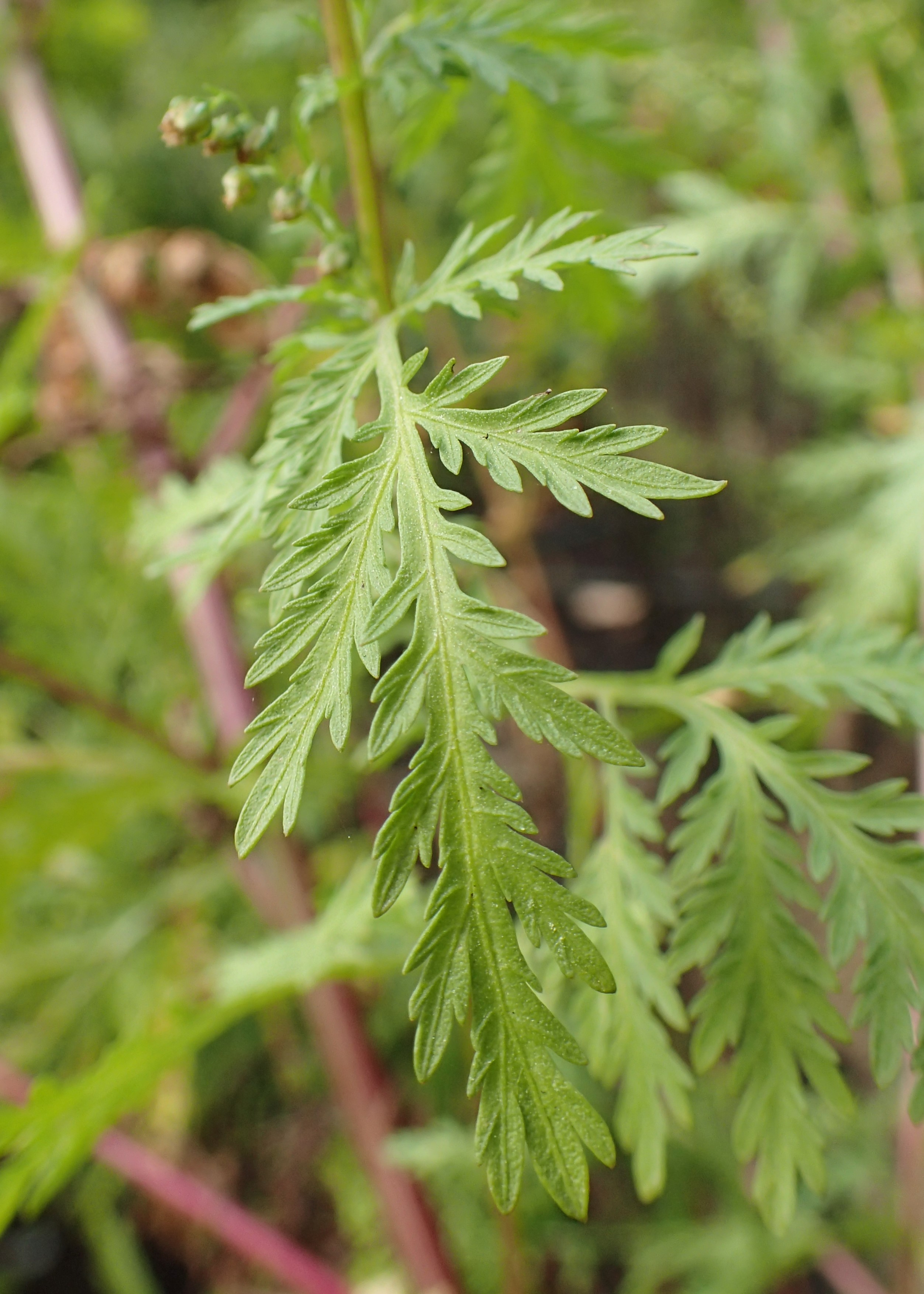
Artemisia annua : feuille

Artemisia annua est une plante herbacée à la tige unique dressée en forme de pyramide. En cas d'écrasement, sa souche peut produire une ou deux autres tiges. Très ramifiée et glabre, elle mesure généralement de 50 à 150 cm de haut mais peut atteindre 200 cm. Les feuilles sont alternes, de teinte vert clair tirant sur le jaunâtre. Finement découpé et parsemé de glandes, leur limbe a une forme ovale ou triangulaire ; elles sont bi- à tripennatiséquées et leurs lobes sont linéaires,,.
Les fleurs sont groupées en de très petits et nombreux capitules globuleux, brièvement pédonculés et sous-tendus par un verticille de bractées, eux-mêmes groupés en une longue panicule feuillée de 15 cm de long sur 8 cm de large. Cette panicule peut être dressée ou penchée. Les capitules mesurent de 1 à 2,5 mm de diamètre et leur involucre globuleux lisse et brillant est composé de foliole extérieures linéaires et de folioles intérieures ovales fines et translucides. Les capitules comptent 10 à 178 fleurons marginaux femelles et 10 à 30 fleurons centraux hermaphrodites à corolle jaune ou jaune foncé. Les fruits sont des petits akènes ellipsoïdes-ovoïdes sans pappus,.
L'espèce est diploïde (2n = 2x = 18).

## Confusions possibles
L'Armoise annuelle peut être confondue avec une congénère, l'Armoise commune (Artemisia vulgaris) et avec une espèce d'un genre voisin : l'Ambroisie à feuilles d'armoise (Ambrosia artemisiifolia). Les feuilles de l'Armoise annuelle sont très divisées, de couleur vert clair, et leur odeur est très forte quand on les froisse entre les doigts, tandis que celles de l'Armoise commune et de l'Ambroisie n'ont aucun parfum .

## Écologie et répartition

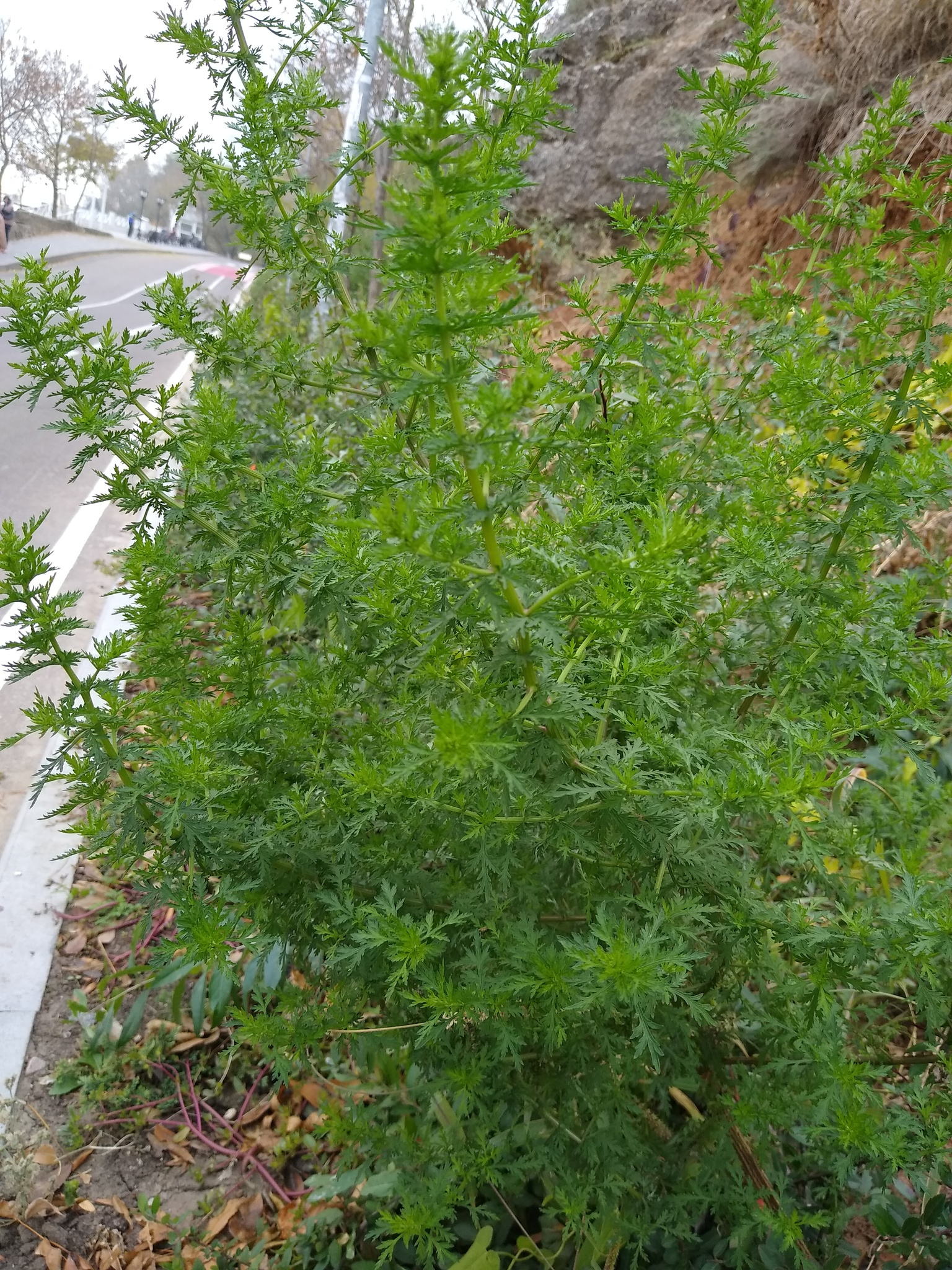
Artemisia annua.

Il s'agit d'une plante annuelle à la floraison et à la fructification post-estivales et automnales,.
L'Armoise annuelle est une espèce originaire des steppes continentales semi-désertiques tempérées froides de moyenne altitude du Nord de la Chine. Elle s'est par la suite naturalisée dans les grandes vallées alluviales de ce pays notamment dans les terres sèches inondées, les lisières forestières et sur les sols salés de 2000 à 3 700 m d'altitude. Arrivée au cours du XXe siècle en Europe, elle pousse sur les bords des chemins et des routes, dans les friches, les zones industrielles et les terrains vagues. En agriculture, elle se retrouve dans les vignes, les vergers et autres cultures,.
Cette espèce est une plante bioindicatrice d'un sol particulièrement pauvre en humus et en matière organique, ayant une très faible capacité de rétention et fraîchement remué.
En Europe occidentale, l'Armoise annuelle est principalement liée à la végétation des milieux secs irrégulièrement piétinés et se retrouve en compagnie de l'Orge des rats, du Sisymbre officinal, de la Capselle bourse à pasteur rougeâtre, de l'Anthrisque commun, de l'Érodium musqué, du Passerage des champs et de la Cataire.
Cette espèce est largement répandue en Asie, en Europe en Amérique du Nord et en Argentine,. En France, l'espèce est présente de 0 à 400 m d'altitude où elle est dispersée et plus abondante dans le Sud-Est. Elle est en expansion en Europe, principalement le long des axes routiers et dans les villes.

## Artemisia annuaet l'Homme

### Culture familiale

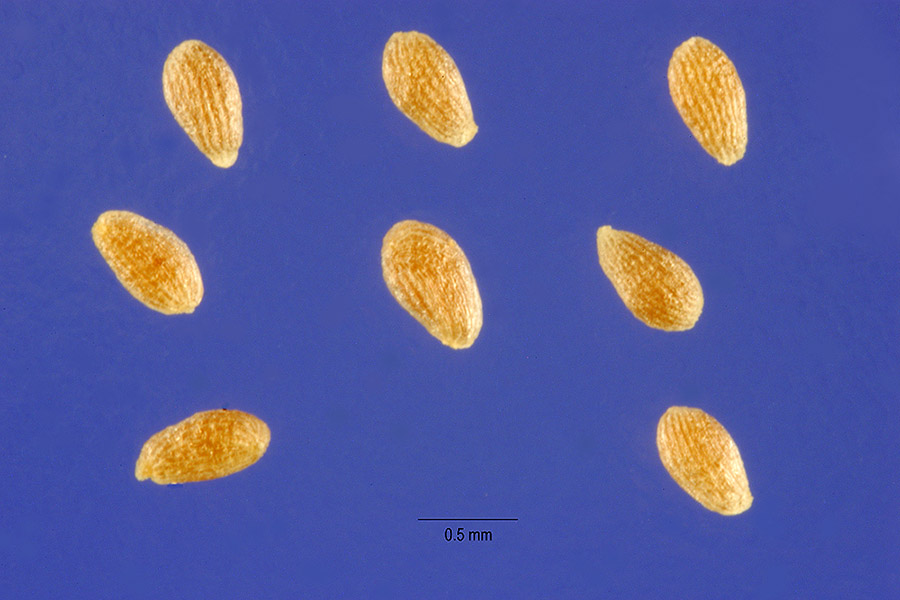
Artemisia annua : graines.

Artemisia annua, très productive et bien adaptée à la culture en petites surfaces associées aux cultures vivrières, ne nécessite ni investissement, ni intrant, ni structure lourde de transformation.
Les "maisons de l'artemisia" ont été créées pour développer des variétés adaptées au climat tropical, comme au Mali.

### Culture à grande échelle
La possibilité principale de se procurer de l'artémisinine pour la fabrication de médicaments est la récolte de plantes cultivées d'Artemisia annua, mais il est à noter qu'il y a des difficultés de culture en zone tropicale rendant le processus complexe. En effet, les grandes différences de teneur en artémisinine en fonction du sol, de la période et des conditions de récolte, de séchage et de stockage rendent difficile la standardisation et donc réduit la fiabilité de la plante utilisée en tisane. Ainsi, en 2011, Guy Mergeai déclare : « Les graines d’écotypes sauvages cultivés en Europe n’étant pas adaptées, les sélections se font surtout à partir de semences produites au Kenya par des plantes "échappées de culture", ainsi qu'avec des semences provenant de Gambie. »[réf. nécessaire]

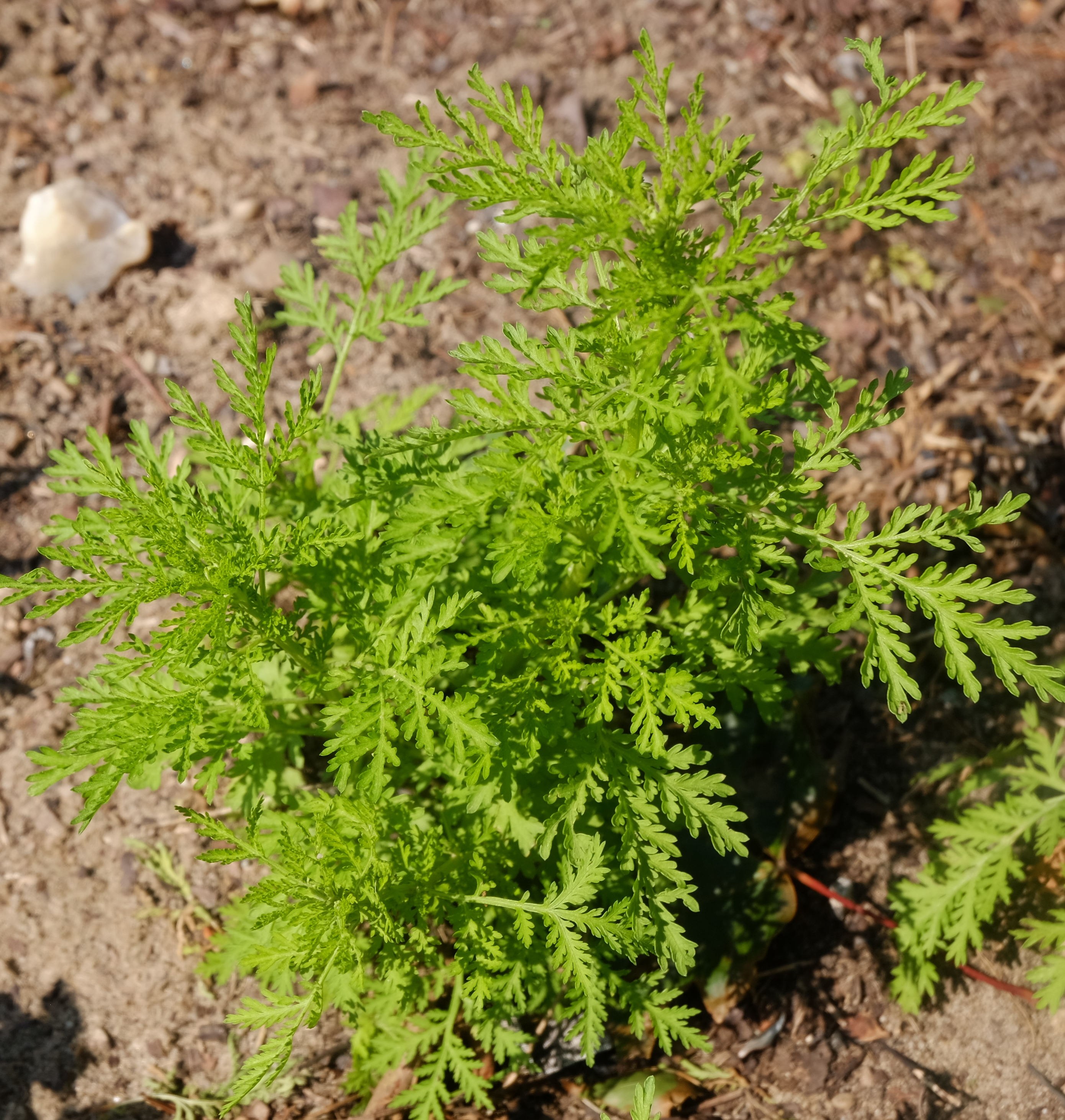
Artemisia annua : jeune plant.

L’armoise annuelle a été introduite en Afrique et à Madagascar vers 1995 pour ses vertus antipaludiques. À l'époque l’OMS recommandait encore officiellement de traiter la malaria sur la base du traitements ACT (Artemisia based Combinaison Thérapies), or la fluctuation du prix de l’artémisinine a été telle qu'elle a entrainé une forte demande conduisant à une pénurie mondiale en 2004. Ce qui a incité les agriculteurs d’Asie (Chine, Vietnam) et d’Afrique à se lancer dans sa culture. C’est dans ce contexte que l'entreprise de biotechnologie Bionex s’installe à Madagascar en 2005 pour lancer la culture à grande échelle.
La récolte chinoise bien que déterminante pour les sociétés pharmaceutiques est devenue insuffisante, aussi des cultures se sont également mises en place en Europe de l'Ouest (principalement sur le pourtour des Alpes), et en Afrique, au Bénin, Burkina Faso, Côte d'Ivoire, Burundi, Cameroun, au Togo, au Nigeria, au Kenya, au Rwanda, en RDC, en Tanzanie, en Ouganda et à Madagascar.
Deux projets d'envergure ont vu le jour, en 2006, en Afrique de l'Est pour la culture d'Artemisia annua et la fourniture d'artémisinine : East African Botanicals au Kenya, Ouganda et Tanzanie (un millier d'hectares répartis sur ces 3 pays) et, depuis 2005, les 3 000 hectares gérés par la SARL française Bionexx à Madagascar. Sa production a été de 1 800 tonnes métriques de feuilles dArtemisia annua sèches en 2016 .
La société américaine ArtemiLife Inc et la start-up ArtemiFlow, en collaboration avec The Kentucky Tobacco Research & Development Center, cultive Artemisia annua dans les environs de Lexington au Kentucky pour des essais thérapeutiques menés sur place et, depuis avril 2020, pour les essais des chercheurs allemands et danois de l'Institut Max Planck de Potsdam.

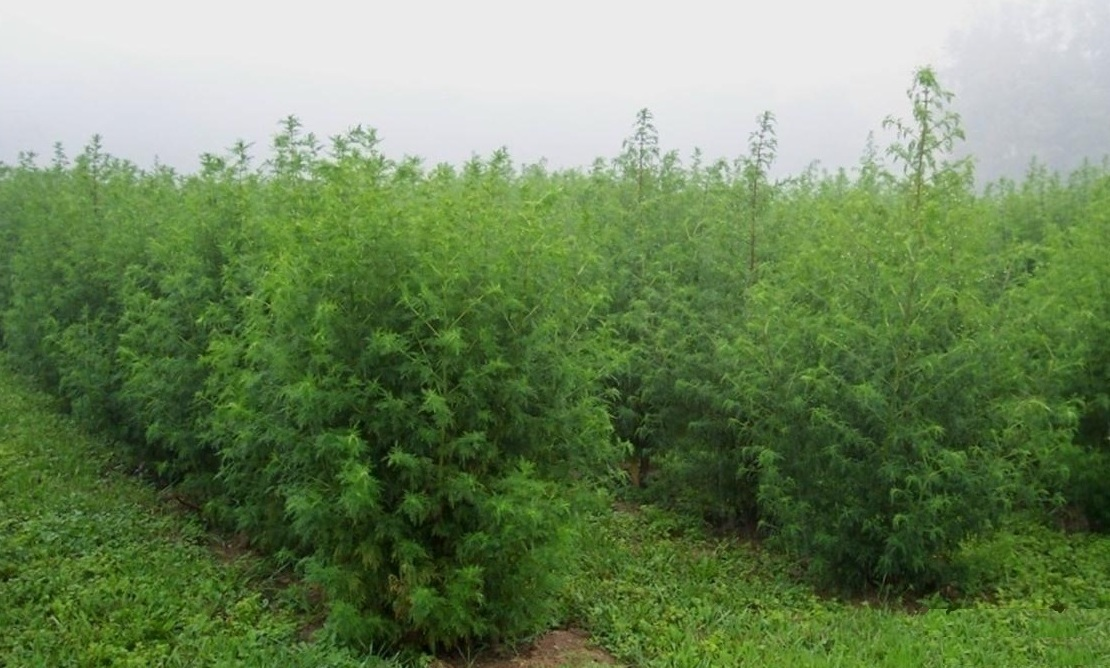
Plantes cultivées en Virginie (USA).

Au Nigeria, l'unité de recherche A-Z Biotechnology a déclaré mettre au point un médicament capable de prévenir et soigner la Covid-19, à base d'une variété nigériane à haute teneur en artémisine (4.8 %).

### Productivité
- Plante fraîche entière : ~ 30-35 t/ha
- Plante sèche entière : ~ 10 t/ha
- Feuilles sèches : ~ 2,5-3 t/ha
- Teneur en artémisinine des feuilles sèches : ~ 1,3 %

### Réglementation
Par un arrêté du 4 septembre 2020, l'État français donne l'obligation aux distributeurs et vendeurs de végétaux d’ornement d'informer leurs clients par un étiquetage du potentiel allergisant de l'Armoise annuelle,,.

## Utilisation médicinale

### Un usage très controversé
Malgré de nombreuses études scientifiques, il n'y a pas de confirmation scientifique par un article paru dans une revue à comité de lecture pour valider l'usage de la plante. Pourtant il persiste grâce à son utilisation traditionnelle en Chine et un intense lobbying commercial mêlé de politique locale en Afrique et à MadagascarInterprétation abusive ?. En médecine traditionnelle chinoise la plante est utilisée en tisane pour traiter la fièvre et en Corée contre la fièvre et les inflammations comme en témoigne depuis trois siècles le Donguibogam: Principles and Practice of Eastern Medicine, un texte compilé en 1613.
En 2012, l'OMS a même déconseillé « formellement l’utilisation de feuilles séchées en raison de la concentration faible et variable d’artémisine dans la plante et de sa dégradation dans l’eau à forte température »,, et tend à réglementer les programmes de soins et de culture.
Devant l'énorme besoin de trouver un traitement contre la Covid-19, l'OMS a néanmoins accepté d’inclure le traitement malgache Covid-Organics dans les essais cliniques du programme Solidarity Trial. Ainsi le 4 mai 2020, elle précise que : « Des plantes médicinales telles qu'Artemisia annua sont considérées comme des traitements possibles de la Covid-19, mais des essais devraient être réalisés pour évaluer leur efficacité et déterminer leurs effets indésirables ». Cependant l'OMS ne conseille pas le remède, en l'absence de preuves scientifiques sur son efficacité et, en août 2020,« appelle à une extrême prudence vis-à-vis de ces informations vantant l’efficacité de tels produits ».
En août 2021, le directeur général de l’OMS, Tedros Adhanom Ghebreyesus, annonce une nouvelle phase de son essai clinique Solidarity PLUS. Trois traitements seront testés dans le cas de la recherche de molécules efficaces contre la Covid-19 : l’imatinib et l’infliximab et l’artésunate, dérivé semi-synthétique de l’artémisinine pour réduire le risque de décès chez des patients hospitalisés avec Covid-19,.
En France, l’ANSM a fait une notice de mise en garde en mai 2020, « contre les produits présentés sur Internet comme des solutions au COVID-19, dont l’Artemisia annua », et interdit à plusieurs opérateurs de commercialiser des produits contenant de l’Artemisia annua en 2015 et 2017.
Malgré des rapports anecdotiques sur l'utilisation d'Artemisia annua contre la Covid-19 en Chine, il n'y a aucune preuve claire de l'efficacité de cette infusion contre l'infection, et aucune étude clinique n'a été menée,.
Une étude scientifique publiée en 2018 affirmait que la tisane d'Artemisia annua, tout comme la tisane d'Artemisia afra, constituait un traitement efficace contre le paludisme, plus efficace même que les traitements dits "ACT", préconisés par les autorités de santé. L'étude a cependant dû être rétractée pour divers problèmes mettant en cause aussi bien la fiabilité des données que le respect des règles éthiques,,.
A Madagascar, le doyen de la faculté de médecine de Toamasina, le Dr Stéphane Ralandison, met en garde contre les méthodes « pas bien scientifiques » qui président au lancement de la tisane Covid-Organics (CVO) destinée à lutter contre le Covid-19. En mai 2020, celui-ci (renommé "Tambavy CVO" pour les Malgaches) n'a toujours pas fait l'objet d'études cliniques et son efficacité est contestée mais il est pourtant disponible en sachets-doses dans toutes les pharmacies de la capitale malgache depuis juillet 2020. Comme pour la tisane, il n'existe aucune preuve scientifique de l'efficacité du "CVO PLUS" .
Les propriétés antivirales in vitro  des stérols du genre Artemisia sont décrites pour la première fois par une équipe de chercheurs indiens en 1991. L'extrait d'Artemisia s'est montré plus efficace in vitro sur l' Herpes simplex virus (HSV)1 que l’antiviral de synthèse Acyclovir.
Une étude internationale aurait montré en avril 2021 l’efficacité de la plante chez les hamsters contre un autre parasite, le protozoaire Giardia intestinalis.
Contre le cancer, un groupe de chercheurs de l'Université de Berkeley a publié, en 2009 d'abord et après des expériences in vitro, un article suggérant que l'artémisinine pourrait bloquer la croissance du cancer de la prostate puis des conclusions semblables en 2017.
Ayant constaté que l’artémisinine  provoquait la mort des cellules cancéreuses par apoptose, le professeur Narendra P. Singh du Département de Bio-ingénierie à l'Université de Washington (Seattle), l'a proposé pour le traitement du cancer en août 2013. Une étude iranienne de 2010 est arrivé aux mêmes conclusions.
Une toxicité possible n'est pas à exclure car elle est signalée pour le genre Artemisia sans précision. Inversement les nombreuses études sur Artemisa annua ne semblent pas mentionner le problème. Il peut y avoir aussi de grandes différences entre les variétés, cultivars et chémotypes, sans oublier l'effet de la dose, de la durée d'utilisation, etc.[réf. nécessaire]

### Un ou plusieurs principes actifs?

Molécule d'artémisinine.

Le principe actif de Artemisia annua, l'artémisinine, et plusieurs de ses dérivés de synthèse (artésunate, artéméther) sont indiqués par l'OMS, notamment contre des formes sévères de paludisme (ou malaria) dû à P. falciparum,[source secondaire nécessaire]. La fonction peroxyde de la molécule qui peut libérer des espèces réactives de l'oxygène ou radicaux oxydants délétères pour les parasites. La présence de fer dans l'hémoglobine des globules rouges favoriserait cette action. L’artémisinine a été isolée en 1972 par Tu Youyou et son équipe, de l'Académie de la médecine traditionnelle chinoise, qui étudiait les recettes de la médecine ancestrale contre le paludisme. Les travaux contre cette maladie seront à l'honneur du prix Nobel de physiologie ou médecine de 2015, que Tu Youyou recevra en même temps que l'Irlandais William Campbell et le Japonais Satoshi Ōmura. La molécule synthétisée en 2012 est plus efficace in vitro que la molécule naturelle et l'OMS recommande expressément en 2007 de toujours prescrire l'artémisinine en association avec d'autres antipaludiques pour éviter les phénomènes de résistance.[réf. nécessaire]. 
L'Artemisia annua contient en outre des flavonoïdes, notamment l'artemetine ayant des propriétés antioxydantes, anti-inflammatoires, la casticine ayant des effets antipaludéens modérés et la chrysosplénétine qui est un potentialisateur de l’artémisinine qui permettent une meilleure biodisponibilité de l'artémisinine et donc des doses de tisane plus faibles pour une efficacité égale. Des recherches menées en Chine et en Corée ont également détecté la présence de plusieurs terpènes dont la dihydroartémisinine, un métabolite actif de l’artémisinine, l'acide artémisinique, un précurseur semi-synthétique de l’artémisinine, le camphre et la limonène, tous deux présents dans l’huile essentielle.
L'administration d'un extrait sec des parties aériennes de la plante à des rats infestés tend à ralentir l'apparition d'une résistance par rapport à l'administration de la molécule pure et cela indiquerait la présence d'autres composés efficaces sur certaines espèces de Plasmodium et synergique avec l'artémisinine. En août 2021, une prépublication observe les effets inhibiteurs de l'infusion sur les hypnozoïtes, partie des parasites demeurant dans le foie et qui peut y rester "dormante" un an ou plus et émet également l'hypothèse que d'autres composants seraient actifs contre le Plasmodium. Cette même étude déconseille fortement l'usage en infusion d'Artemisia annua,.

### En français
- Barbara Blanc, Bernard Weniger et Jean-Pierre Nicolas, Réflexions autour de la culture d'Artemisia annua et de la production d'artémisinine, Ethnopharmacologia, no 41, 82-88, 2008.
- Lucile Cornet-Vernet, Laurence Couquiaud et Jean-Louis Lamboray, Artemisia : une plante accessible à tous pour éradiquer le paludisme, Actes Sud, coll. « Domaine du Possible », 2018, 186 p. (ISBN 978-2-330-11114-4).
- Tu Youyou, De Artemisia Annua L. aux artemisinines - La découverture et le développement des artemisinines et des agents antipaludiques, EDP sciences, Quintesciences, 2019,  (ISBN 978-2-7598-2219-5).

### En anglais
- Aftab Tariq, Naeem M., Khan M. Masroor A., Artemisia annua Prospects, Applications and Therapeutic Uses, CRC Press, 2017
- Y. Rao, D. Zhang et R. Li, Tu Youyou and the Discovery of Artemisinin: 2015 Nobel Laureate in Physiology or Medicine, Singapore, World Scientific Publishing Co., 2016 (ISBN 978-7-5046-6996-4, lire en ligne)
- Y. Tu, From Artemisia annua L. to Artemisinins: The Discovery and Development of Artemisinins and Antimalarial Agents, Academic Press, 2017 (ISBN 9780128116562, lire en ligne)